# Max Ramaekers

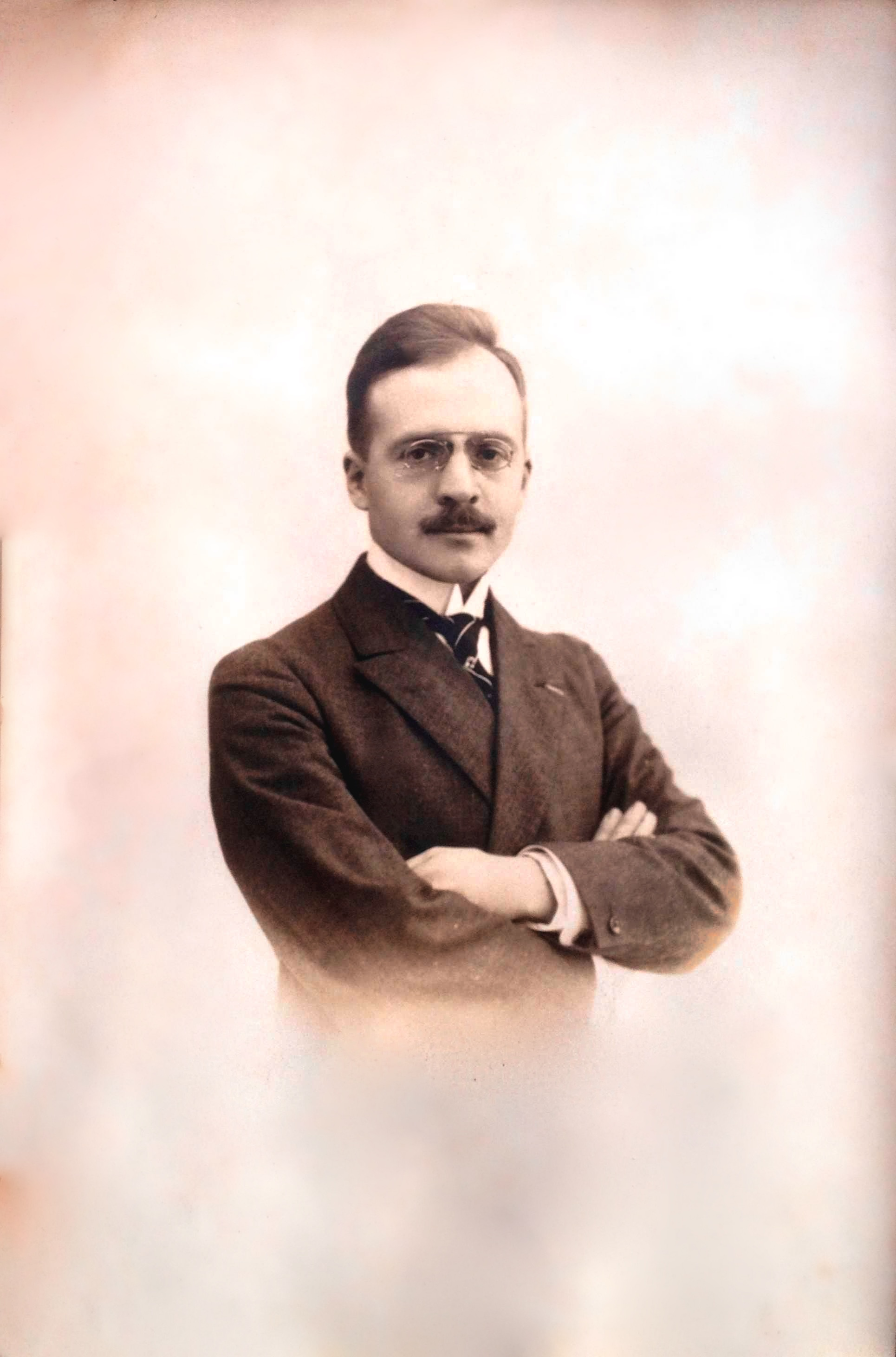

Maximilien Marie Pierre Judith (Max) Ramaekers, né le 22 mai 1890 et décédé le 31 janvier 1960 fut un homme politique flamand, membre du parti catholique. Il fut le fils du député-bourgmestre de Zelem Jan Ramaekers.
Il fut élu conseiller communal (1926-1958) et bourgmestre (1930-1958) de Zelem; sénateur de l'arrondissement de Hasselt-Tongres-Maaseik (1.10.1946-1949), en suppléance d'Emile Blavier.

## Sources
- base bio ODIS